# Kanton Lens-Nord-Est
Der Kanton Lens-Nord-Est war von 1962 bis 2015 ein französischer Wahlkreis im Arrondissement Lens, im Département Pas-de-Calais und in der Region Nord-Pas-de-Calais. Sein Hauptort war Lens.

## Gemeinden
Der Kanton bestand aus einem Teil der Stadt Lens (angegeben ist hier die Gesamteinwohnerzahl, im Kanton lebten etwa 12.900 Einwohner) und weiteren zwei Gemeinden:
| Gemeinde         | Einwohner Jahr | Fläche km² | Bevölkerungsdichte | Code INSEE | Postleitzahl |
| ---------------- | -------------- | ---------- | ------------------ | ---------- | ------------ |
| Annay            | 4.228 (2013)   | 4,33       | 976 Einw./km²      | 62033      | 62880        |
| Lens             | 31.647 (2013)  | –          | – Einw./km²        | 62498      | 62300        |
| Loison-sous-Lens | 5.195 (2013)   | 3,55       | 1463 Einw./km²     | 62523      | 62218        |